# Frans Badens II
Frans Badens II ook wel Franciscus Badensis (Antwerpen, 1571 – Amsterdam, 1618) was een Zuid-Nederlands kunstschilder van onder andere stillevens, historische schilderijen en genrevoorstellingen.

## Biografie
Badens was een zoon van de schilder Frans Badens I (c. 1549-1604) en Maijken Munnicx (? - c. 1622) en geboren in Antwerpen. Op jonge leeftijd verhuisde Badens in 1585 naar Amsterdam. Daar zou hij uitgroeien tot een succesvolle en veelgevraagde kunstschilder. Badens is een van de kunstschilders die door Karel van Mander wordt beschreven in zijn schilder-boeck uit 1604.  Het portret van Badens II is opgenomen in Hendrick Hondius uitgave  van het Pictorum aliquot celebrium praecipuae Germaniae Inferioris effigies uit 1610. Een hedendaagse portretgalerij van kunstenaars uit de Nederlanden. De ets van het portret werd verzorgd door Robert Willemsz. de Baudous en gesigneerd door Hondius. In het latijnse onderschrift wordt Badens beschreven als een schilder die als geen ander in staat is om kleuring aan te brengen in een schilderij.
In 1593 maakte Badens een reis naar Italië, samen met reisgenoot en kunstschilder Jacob Matham, en verbleef hij daar enkele jaren. Eerst in Venetië (1593-1594) en daarna in Rome (1595-1597). In 1598 keert hij terug naar Amsterdam en koopt hij een huis in de Kalverstraat. Na zijn terugkeer introduceerde hij het italianiserende schilderen in Amsterdam. Met name de kunst van het schilderen van naakte lichaam leidde tot een nieuwe bron van sensualiteit.
Badens staat bekend als de leermeester van Adriaen van Nieulandt, Jeremias van Winghe en de dichter/ schilder Gerbrand Adriaensz. Bredero.

## Galerij

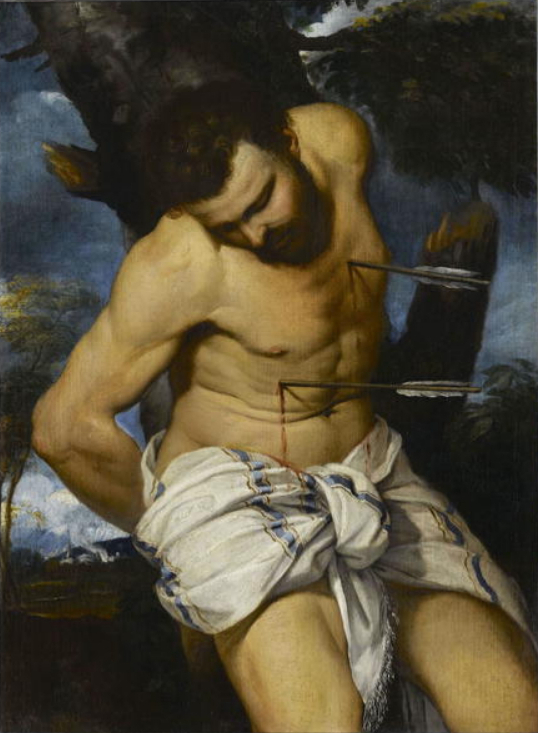
Sint-Sebastiaan (tussen 1600 - 1618)
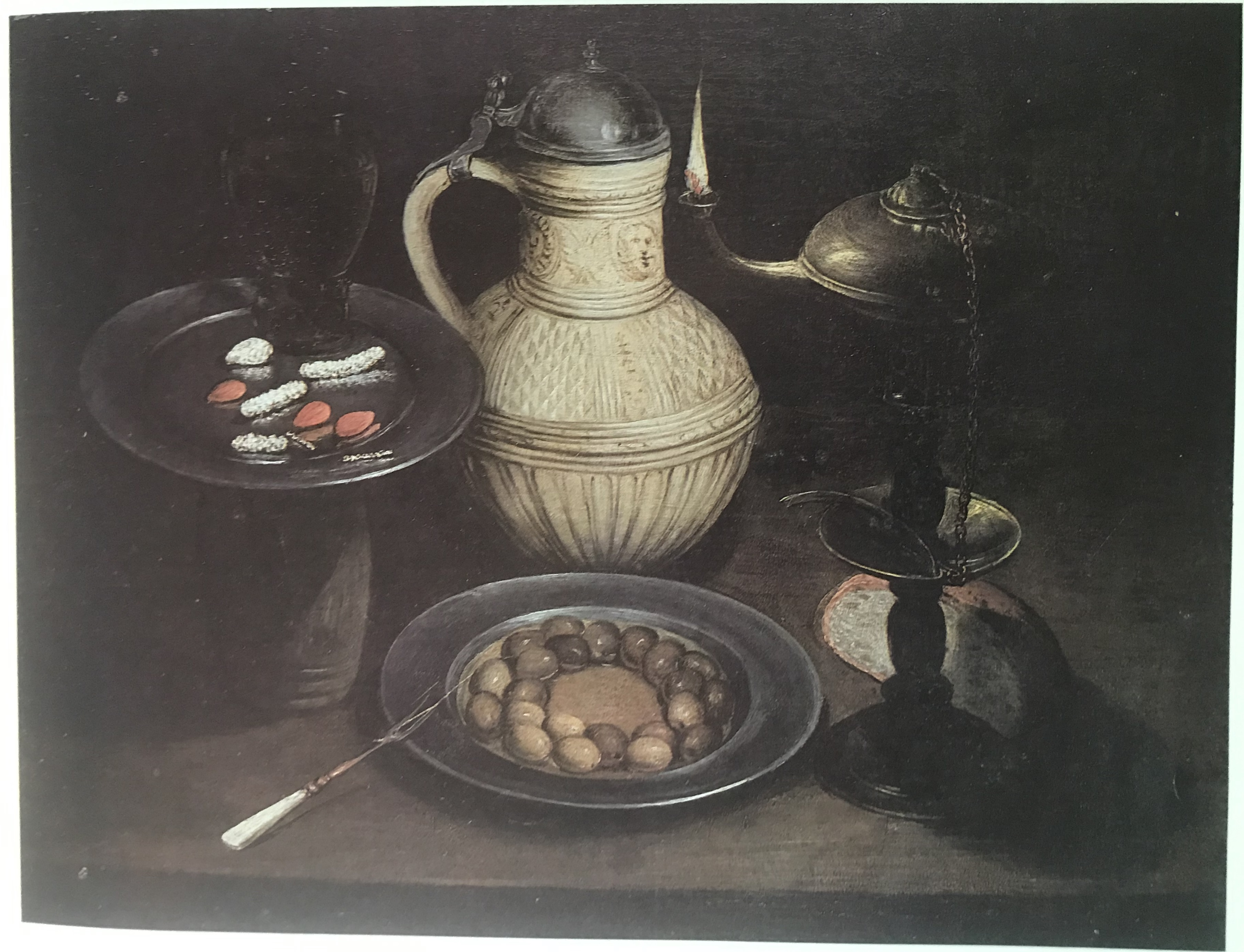
stilleven (ca. 1610)

- Biografisch Portaal: 09464490
- Digitale Bibliotheek voor de Nederlandse Letteren: bade003
- Gemeinsame Normdatei: 1018720871
- International Standard Name Identifier: 0000 0000 6862 809X
- Nederlandse Thesaurus van Auteursnamen: 271304340
- RKD-Nederlands Instituut voor Kunstgeschiedenis: 3454
- Union List of Artist Names: 500012646
- Virtual International Authority File: 95758227
- WorldCat: E39PBJyRyfBcGBjX68fh3y7rbd